# Muerte y funeral de Alejandra de Dinamarca
La reina Alejandra de Dinamarca, viuda de Eduardo VII, falleció el viernes 20 de noviembre de 1925, a la edad de 80 años. Su funeral tuvo lugar una semana después, el 27 de noviembre de 1925.

## Antecedentes
Alejandra parecía joven incluso en su vejez, pero durante la Primera Guerra Mundial cuando ella junto con su hijo el rey Jorge V y su nuera la reina María, se convirtieron en figuras claves en la ruta hacia la victoria del país británico sobre el Imperio alemán, liderado por su sobrino Guillermo II de Alemania, con el que siempre tuvieron una turbia y candente relación, su edad la alcanzó. No hizo más visitas a países extranjeros y su salud se deterioró gradualmente. En 1920, se le reventó un vaso sanguíneo en el ojo, dejándola parcialente ciega durante un tiempo. Hacia el final de su vida, su memoria y habla se deterioraron.

## Muerte
Un día antes de su muerte, según los informes, Alejandra sufrió una convulsión a las 11:00 am. A la 1:00 p. m. del 20 de noviembre, habían llegado miembros de su familia, incluida su hija la reina de Noruega, la princesa real, la princesa Victoria y su nieto el príncipe Enrique, después de lo cual quedó inconsciente. A las 4:15 pm se le administró oxígeno pero siguió perdiendo fuerza. Murió el 20 de noviembre de 1925 en Sandringham House a las 5:25 pm de un infarto, once días antes de cumplir 81 años. El rey, la reina y otros miembros de la familia real se encontraban a su lado. Sus otros nietos, el príncipe de Gales y el duque de York, que viajaban en tren a Sandringham, llegaron a las 6:45 p. m. Las banderas ondearon a media asta tras el anuncio de su muerte, excepto en el castillo de Windsor, ya que solo podía bajarse cuando había muerto el monarca reinante. Los hoteles del West End de Londres cancelaron sus espectáculos de música y danza. La BBC interrumpió su programación habitual. El primer ministro Stanley Baldwin presentó una moción de condolencia en la Cámara de los Comunes, que fue aprobada por el líder de la oposición Ramsay MacDonald. La Guardia de Granaderos desfiló en el Desfile de Guardias a Caballo con sus colores cubiertos.

## Capilla ardiente
Después de su muerte, los restos de Alejandra fueron colocados en la iglesia de Santa María Magdalena, en Sandringham, antes de ser trasladados a la capilla real en el palacio de St. James. También se llevó a cabo un servicio sencillo en la iglesia de Sandringham, al que asistieron miembros de la familia real y aldeanos. Los dolientes también desfilaron frente al ataúd.

## Procesión
El féretro de Alejandra, cubierto con su estandarte de armas personal, fue llevado en procesión desde Sandringham a la estación de tren de Wolferton. Jorge V, la reina María, el príncipe de Gales, el duque de York y otros dolientes siguieron el ataúd, mientras que los empleados de la finca y los aldeanos también se unieron a la procesión.
En Londres, la procesión fue desde el palacio de St. James hasta la abadía de Westminster y todo el recorrido estuvo bordeado por personal militar. Las áreas por las que pasó el ataúd incluyeron The Mall, Horse Guards Parade y Whitehall. Destacamentos de diferentes regimientos participaron en la procesión mientras el carro de armas en el que se colocó el ataúd se dirigía a la abadía en medio del sonido de salvas de armas. Detrás del féretro caminaban el rey (con uniforme de mariscal de campo), el monarca de Bélgica, primo de la difunta, el rey Cristián X de Dinamarca, sobrino suyo, Haakon VII de Noruega, yerno suyo, su hijo el príncipe Olaf, nieto de Alejadra, el príncipe de Gales (con uniforme de coronel de la Guardia Galesa) y otros príncipes reales. La reina María, la reina Maud de Noruega, la reina Victoria Eugenia de España y las princesas reales viajaron directamente a la abadía. Los portadores del féretro fueron elegidos de la Compañía de Granaderos del Rey. Su funeral se celebró en la abadía el 27 de noviembre de 1925 a las 11:30 horas.

## Funeral
El funeral estuvo a cargo del arzobispo de Canterbury. Entre los asistentes se encontraban miembros del gabinete, diplomáticos y altos comisionados. El orden del servicio incluía el Salmo 23, himnos como "Ahora la tarea del trabajador ha terminado" y "En la mañana de la resurrección", y el himno "Dale descanso, oh Cristo".
Después del funeral, el ataúd fue vigilado por el Honorable Cuerpo de Caballeros de Armas y el Yeomen de la Guardia, que también habían estado de vigilia en el palacio de St. James. Se permitió a los miembros del público entrar y desfilar frente al féretro el 27 de noviembre para presentar sus respetos. Se llevaron a cabo servicios conmemorativos adicionales en iglesias de todo el país, mientras que los teatros y los salones de baile estaban cerrados. En Australia, también se llevaron a cabo servicios conmemorativos en la Catedral de St David, Hobart, la Catedral de St Paul, Melbourne y la Catedral de St John, Brisbane. El 28 de noviembre, su ataúd fue llevado a Windsor para un servicio privado por la noche, donde se colocó junto con el ataúd de su difunto esposo frente al altar en la capilla Albert Memorial. El 29 de noviembre, miembros del público visitaron Windsor para ver los tributos florales dejados para Alejandra.
Después de la muerte de su esposo Eduardo VII, su cuerpo había sido enterrado temporalmente en la bóveda real de Windsor bajo la capilla Albert Memorial. Siguiendo las instrucciones de Alejandra en 1919, Bertram Mackennal diseñó y ejecutó un monumento en el pasillo sur, con efigies de la tumba del rey y la reina en mármol blanco montadas sobre un sarcófago de mármol negro y verde, donde ambos cuerpos fueron enterrados dos años después de la muerte de Alejandra, el 22 de abril de 1927. El monumento incluye una representación del perro favorito de Edward, Caesar, acostado a sus pies.
Su bisnieta, la princesa Isabel Alexandra María de York (más tarde la reina Isabel II), que nació cinco meses después de la muerte de Alejandra (21 de abril de 1926), recibió su nombre.

## Biografía
- Battiscombe, Georgina (1969). Queen Alexandra. London: Constable. ISBN 0-09-456560-0. OCLC 44849.
- Brandreth, Gyles (2004). Philip and Elizabeth: Portrait of a Marriage. Century. ISBN 0-7126-6103-4. (requiere registro).

- Datos: Q117210139